# بوريس باشانسكي
بوريس باشانسكي (بالصربية: Борис Пашански)‏ لاعب كرة مضرب صربي.

## وصلات خارجية
- بوريس باشانسكي على موقع رابطة محترفي التنس (الإنجليزية)
- بوريس باشانسكي على موقع الاتحاد الدولي لكرة المضرب (الإنجليزية)
- بوريس باشانسكي على موقع كأس ديفيز (الإنجليزية)
- بوريس باشانسكي على موقع خلاصة التنس.كوم (الإنجليزية)